# Therr Maitz
I Therr Maitz sono un gruppo musicale russo fondato nel 2004 a Mosca dal cantante e produttore discografico Anton Beljaev.

## Storia
La origini del gruppo risalgono al 2004 quando Beljaev, che al tempo studiava all'Istituto Statale di Belle Arti di Chabarovsk, viene nominato art director del nightclub "Russia" dove ha iniziato ad esibirsi con pezzi autoprodotti accompagnato da un gruppo di musicisti di supporto. L'anno successivo il complesso musicale ottiene un contratto di lavoro con un'azienda giapponese che ha permesso a Baljaev di esibirsi nei locali di Tokyo e Kyoto.
Nel 2010, sotto il nome Therr Maitz, Beljaev pubblica l'album di debutto Sweet Oldies che riscuote un ottimo successo in Russia. Dato il successo dell'album, Bljaev decide di creare ufficialmente il gruppo con cantanti e musicisti affermati nel panorama musicale russo. Nel 2011 i Therr Maitz iniziano ad esibirsi nei più grandi festival musicali in Russia tra cui l'Usad'Ba Jazz, il KaZantip, il MIGZ International Festival e il Red Rock Festival.
Nel 2013 la popolarità del gruppo aumentò notevolmente a seguito della partecipazione di Beljaev alla seconda edizione di Golos versione russa del programma televisivo The Voice. Il singolo Make It Last, il primo pubblicato dopo lo show, ha scalato la classifiche iTunes russe ed è stato inserito nella colonna sonora della pellicola cinematografica Some Like It Cold. Nel 2014 il gruppo si esibisce alla cerimonia d'apertura dei XXII Giochi olimpici invernali svoltasi a Soči e, nello stesso anno, gli viene conferito il premio "Gruppo russo più popolare" al Rossijskaja nacional'naja muzykal'naja premija Viktorija.
Nel 2015 il gruppo pubblica il secondo album in studio Unicorn che scala la classifica iTunes russa tanto da ricevere, nel mese di dicembre, il premio  "Artista dell'anno" dalla piattaforma. Nel 2016 è la volta di Tokyo Roof, un extend play di brani scritti e registrati durante un live session a Tokyo e, nello stesso anno, gli viene conferito un MTV Europe Music Awards per il miglior artista di MTV Russia.
Nel 2019 Beljaev realizza il progetto LAB of Anton Beljaev, dove l'artista accompagnato da i Therr Maitz si esibisce con vari artisti ospiti eseguendo brani famosi dell'artista ospite con vari rifacimenti acustici contemporanei ed una versione acustica in collaborazione con l'orchestra ed il coro dell'Istituto Statale Cinematografico di Mosca. Tra i vari ospiti invitati al progetto vanno ricordati: Basta, Jah Khalib, Polina Gagarina, Ivan Urgant, Skriptonit, Elena Temnikova, Leonid Agutin, Monetočka, Lolita Miljavskaja, Zivert e Кlava Koka.
Nel 2021 i Therr Maitz hanno preso parte all'Evrovidenie, il processo di selezione eurovisiva russa per l'Eurovision Song Contest 2021, presentando Future Is Bright, classificandosi al 3º posto grazie al 24,60% del televoto.

## Formazione
Attuale
- Anton Beljaev – voce, tastiera
- Viktorija Žuk – coro
- Dmitrij Pavlov – chitarra
- Ignat Kravtsov – batteria
- Dmitrij Fomin – basso elettrico
- Jorge Luis Nunez Palacio – percussioni
- Il'ja Lukašev – campionatore

Ex componenti
- Maksim Bondarenko – basso elettrico
- Konstantin Drobitiko – tromba
- Evgenij Kožin – batteria
- Boris Ionov – batteria
- Artёm Til'dikov – basso elettrico
- Nikolaj Sarab'janov – chitarra

## Discografia

### Album
- 2010 – Sweet Oldies
- 2015 – Unicorn
- 2018 – Capture

### Album live
- 2020 – Krartitink ntv u margulisa

### EP
- 2016 – Tokyo Roof
- 2016 – My Love Is Like
- 2017 – TM:Remixes
- 2021 – LAB s Antonom Beljaevym

### Singoli
- 2014 – Make It Last
- 2014 – Feeling Good Tonight
- 2015 – Doctor
- 2016 – 365
- 2016 – Found U
- 2016 – My Love Is Like
- 2017 – Undercover
- 2017 – Power
- 2018 – Container
- 2019 – Ёločka-ëlka (feat. Monetočka)
- 2020 – Robots
- 2021 – Future Is Bright
- 2021 – Superstar
- 2022 – Future Is Bright
- 2023 – Tvori dobro (con Zivert)